# Маттіас Наємнік
Маттіас Наємнік (нім. Matthias Najemnik; 26 липня 1911 — 3 серпня 1935) — австрійський футболіст, що грав на позиції півзахисника.

## Життєпис
У дорослому футболі дебютував 1931 року виступами за команду «Аустрія» (Відень), в якій чотири сезони був основним гравцем. За цей час двічі виборював титул володаря Кубка Австрії. Переможець Кубка Мітропи 1933.
В серпні 1935 року потрапив у аварію під час їзди на мотоциклі та помер через кілька годин. Йому було лише 24 роки.

## Титули і досягнення
- Володар Кубка Австрії (2):

«Аустрія» (Відень): 1932-1933, 1934-1935
- Володар Кубка Мітропи (1):

«Аустрія» (Відень): 1933